# Phytodietus californicus
Phytodietus californicus är en stekelart som beskrevs av Ezra Townsend Cresson 1879. Phytodietus californicus ingår i släktet Phytodietus och familjen brokparasitsteklar. Inga underarter finns listade i Catalogue of Life.